# Direito à alimentação
A nescessidade de debates e ações relacionados a preocupção em fornecer alimentos às pessoas sempre foi uma questão que despertou preocupações seja na sociedade,  este tema foi evidênciado principalmente após a "Segunda Guerra Mundial, quando diversas regiões foram devastadas, sobretudo a Europa, destroçando as condições básicas necessárias para a produção de alimentos"
O direito à alimentação é um direito incluído na Constituição do Brasil em 2010. Foi inserido como direito social no Artigo 6º da Constituição Federal, após a Emenda Constitucional 64/2010:
São direitos sociais a educação, a saúde, a alimentação, o trabalho, a moradia, o lazer, a segurança, a previdência social, a proteção à maternidade e à infância, a assistência aos desamparados, na forma desta Constituição
Para garantir os direitos sociais, que a Constituição Federal brasileira define como direitos individuais e coletivos,é preciso criar e estruturar sistemas públicos com este objetivo. Para isso foram criados o Sistema Único de Saúde (SUS), o Sistema Único da Assistência Social (SUAS) e, mais recentemente, em 15 de setembro de 2006, o Sistema de Segurança Alimentar e Nutricional (SISAN).
O Sistema Nacional de Segurança Alimentar e Nutricional (SISAN), foi criado pela Lei Orgânica da Segurança Alimentar e Nutricional.
A LOSAN estabelece as definições, princípios, diretrizes, objetivos e composição do
Sistema Nacional de Segurança Alimentar e Nutricional  SISAN, por meio do qual o poder público,
com a participação da sociedade civil organizada, formulará e implementará políticas, planos,
programas e ações com vistas em assegurar o direito humano à alimentação adequada.
O Direito à alimentação deriva do
direito a sadia qualidade de vida disposto no artigo 225 da CF: ”Todos
têm direito ao meio ambiente ecologicamente equilibrado, bem de uso comum do
povo e essencial à sadia qualidade de vida, impondo-se ao Poder Público e à coletividade
o dever de defende-lo e preservá-lo para as presentes e futuras gerações”. Ou
seja, a sadia qualidade de vida dever permitir que o titular usufrua de
condições que o possibilite a ter bem-estar físico, psíquico, e social. Para
isso, padrões adequados de alimentação devem ser proporcionados, além de
condições básicas de habitação, saneamento, ambiente físico equilibrado, entre
outros.
A qualidade de vida é um conjunto
de condições exteriores ao indivíduo que permite que ele se desenvolva. É,
portanto, uma extensão do direito à vida expresso no art.5°, da Constituição
Feral, e ambos têm como pressuposto necessário uma alimentação saudável, uma
vez que sem ela, eles serão interrompidos e prejudicados. Dessa forma,
conclui-se que o direito fundamental a alimentação é baseado no direito à vida
e mantém relações com o direito a saúde e o direito à sadia qualidade de vida.
Existem vários instrumentos que
buscam garantir a essencialidade do direito alimentação, tanto
internacionalmente quanto nacionalmente. A Declaração Universal dos Direitos
Humanos, no âmbito internacional, diz, “Toda pessoa tem direito a um padrão de
vida capaz de assegurar a si e a sua família, saúde e bem-estar, inclusive
alimentação“. A fome mundial, por exemplo, é tratada no preâmbulo da parte
A, da Constituição da Organização das Nações Unidas para Alimentação e Agricultura: “Os Estados que adotam esta Constituição,decididos a promover o bem-estar geral, intensificando, por sua parte, a ação individual e coletiva com os fins de: elevar os níveis de nutrição e de vida...e contribuir, assim... a libertar a humanidade da fome”.
Esses tratados buscam efetivar o direito à vida, uma vez que a alimentação é uma necessidade primária
e básica para existência do indivíduo. Internamente, a Constituição de 1988,
garante o direito à alimentação, por exemplo no Artigo 1° inciso 3, o qual fala
sobre a dignidade da pessoa humana; no Artigo 3°, inciso 3, que trata sobre a
erradicação de pobrezas e marginalização, um dos principais fatores para uma
péssima alimentação.  O próprio salário
mínimo, fixado no Brasil, tem que suprir essa necessidade básica, ” Artigo 7º
.... São direitos dos trabalhadores urbanos e rurais, além de outros que visem
à melhoria de sua condição social: IV - salário mínimo, fixado em lei,
nacionalmente unificado, capaz de atender às suas necessidades vitais básicas e
às de sua família com moradia, alimentação, educação, saúde, lazer, vestuário,
higiene, transporte e previdência social, com reajustes periódicos que lhe
preservem o poder aquisitivo, sendo vedada sua vinculação para qualquer fim“.